# Roman Josi
Roman Josi (* 1. června 1990 Bern) je profesionální švýcarský hokejový obránce momentálně hrající v týmu Nashville Predators v severoamerické lize NHL, kde je kapitánem mužstva.

## Hráčská kariéra
Odchovanec klubu SC Bern byl v roce 2008 draftován týmem Nashville Predators. V roce 2010 vyhrál švýcarský titul a odešel do Ameriky. Začínal na farmě v Milwaukee Admirals, od roku 2011 je členem týmu Nashvillu. Reprezentoval na Mistrovství světa v ledním hokeji do 18 let 2007 a Mistrovství světa v ledním hokeji do 18 let 2008, Mistrovství světa juniorů v ledním hokeji 2008, Mistrovství světa juniorů v ledním hokeji 2009 a Mistrovství světa juniorů v ledním hokeji 2010, na Mistrovství světa v ledním hokeji 2009, Mistrovství světa v ledním hokeji 2010, Mistrovství světa v ledním hokeji 2012 a Mistrovství světa v ledním hokeji 2013. Na šampionátu ve Švédsku v roce 2013, kde získali Švýcaři stříbrné medaile, byl vyhlášen nejlepším obráncem turnaje. Druhé stříbro ze světového šampionátu přivezl roku 2018 a třetí v roce 2024. Hrál i na MS 2014, 2015 a 2019. Zúčastnil se i olympijských her v Soči roku 2014. V roce 2016 si zahrál za Tým Evropy na Světovém poháru.

## Osobní život
V červenci 2019 si vzal za manželku Ellie Ottaway, americkou modelku se kterou chodil od roku 2016. Jejich první společný potomek, syn Luca James, se narodil v únoru 2021.

## Klubové statistiky
| Sezona      | Klub                    | Soutěž      | Základní část | Základní část | Základní část | Základní část | Základní část | Play off | Play off | Play off | Play off | Play off |
| Sezona      | Klub                    | Soutěž      | Z             | G             | A             | B             | TM            | Z        | G        | A        | B        | TM       |
| ----------- | ----------------------- | ----------- | ------------- | ------------- | ------------- | ------------- | ------------- | -------- | -------- | -------- | -------- | -------- |
| 2010/11     | Milwaukee Admirals      | AHL         | 69            | 6             | 34            | 40            | 22            | 13       | 1        | 6        | 7        | 8        |
| 2011/12     | Milwaukee Admirals      | AHL         | 5             | 1             | 3             | 4             | 0             | —        | —        | —        | —        | —        |
| 2011/12     | Nashville Predators     | NHL         | 52            | 5             | 11            | 16            | 14            | 10       | 0        | 0        | 0        | 10       |
| 2012/13     | Nashville Predators     | NHL         | 48            | 5             | 13            | 18            | 8             | —        | —        | —        | —        | —        |
| 2013/14     | Nashville Predators     | NHL         | 72            | 13            | 27            | 40            | 18            | —        | —        | —        | —        | —        |
| 2014/15     | Nashville Predators     | NHL         | 81            | 15            | 40            | 55            | 26            | 6        | 1        | 0        | 1        | 0        |
| 2015/16     | Nashville Predators (A) | NHL         | 81            | 14            | 47            | 61            | 43            | 14       | 1        | 8        | 9        | 12       |
| 2016/17     | Nashville Predators (A) | NHL         | 72            | 12            | 37            | 49            | 18            | 22       | 6        | 8        | 14       | 12       |
| 2017/18     | Nashville Predators (C) | NHL         | 75            | 14            | 39            | 53            | 24            | 13       | 0        | 4        | 4        | 2        |
| 2018/19     | Nashville Predators (C) | NHL         | 82            | 15            | 41            | 56            | 42            | 6        | 2        | 2        | 4        | 4        |
| 2019/20     | Nashville Predators (C) | NHL         | 69            | 16            | 49            | 65            | 41            | 4        | 0        | 4        | 4        | 4        |
| 2020/21     | Nashville Predators (C) | NHL         | 48            | 8             | 25            | 33            | 20            | 6        | 0        | 4        | 4        | 2        |
| 2021/22     | Nashville Predators (C) | NHL         | 80            | 23            | 73            | 96            | 46            | 4        | 1        | 1        | 2        | 0        |
| 2022/23     | Nashville Predators (C) | NHL         | 67            | 18            | 41            | 59            | 36            | —        | —        | —        | —        | —        |
| 2023/24     | Nashville Predators (C) | NHL         | 82            | 23            | 65            | 85            | 45            | 6        | 1        | 2        | 3        | 2        |
| 2024/25     | Nashville Predators (C) |             |               |               |               |               |               |          |          |          |          |          |
| NHL celkově | NHL celkově             | NHL celkově | 909           | 181           | 505           | 686           | 381           | 91       | 12       | 33       | 45       | 48       |

| 2007            | Švýcarsko 20    | MSJ             | 6  | 0 | 0  | 0  | 0  | 7. místo         |
| 2007            | Švýcarsko 18    | MS18            | 6  | 1 | 1  | 2  | 2  | 6. místo         |
| 2008            | Švýcarsko 20    | MSJ             | 6  | 0 | 1  | 1  | 4  | 9. místo         |
| 2008            | Švýcarsko 18    | MS18            | 6  | 1 | 4  | 5  | 4  | 8. místo         |
| 2009            | Švýcarsko 20    | MSJ             | 5  | 2 | 3  | 5  | 6  | 11. místo        |
| 2009            | Švýcarsko       | MS              | 6  | 0 | 0  | 0  | 2  | 9. místo         |
| 2010            | Švýcarsko 20    | MSJ             | 4  | 1 | 2  | 3  | 0  | 4. místo         |
| 2010            | Švýcarsko       | MS              | 7  | 1 | 2  | 3  | 0  | 5. místo         |
| 2012            | Švýcarsko       | MS              | 3  | 0 | 1  | 1  | 0  | 11. místo        |
| 2013            | Švýcarsko       | MS              | 10 | 4 | 5  | 9  | 4  | Stříbrná medaile |
| 2014            | Švýcarsko       | ZOH             | 4  | 0 | 0  | 0  | 0  | 9. místo         |
| 2014            | Švýcarsko       | MS              | 7  | 1 | 6  | 7  | 2  | 10. místo        |
| 2015            | Švýcarsko       | MS              | 8  | 2 | 2  | 4  | 2  | 8. místo         |
| 2016            | Výběr Evropy    | SP              | 6  | 0 | 0  | 0  | 2  | Stříbrná medaile |
| 2018            | Švýcarsko       | MS              | 5  | 0 | 3  | 3  | 4  | Stříbrná medaile |
| 2019            | Švýcarsko       | MS              | 8  | 1 | 5  | 6  | 10 | 8. místo         |
| Junioři celkově | Junioři celkově | Junioři celkově | 33 | 5 | 11 | 16 | 16 |                  |
| Senioři celkově | Senioři celkově | Senioři celkově | 64 | 9 | 24 | 33 | 26 |                  |